# 七股 (臺北市)
七股，是臺北市士林區的一個地名，位於該區最北端，範圍為菁山里北部。

## 歷史
台灣清治末期至日治前期，七股地區為一街庄，稱為「七股庄」，隸屬於芝蘭一堡。該庄北與頂角庄為鄰，東與頂中股庄為鄰，南邊為坪頂庄、草山庄，西邊為竹仔湖庄。
1901年（日治明治三十四年）11月，該庄隸屬於臺北廳，編入第九區。1906年（明治三十九年）1月，第九改名「士林區」。1920年（大正九年），該庄改制為「七股」大字，隸屬於臺北州七星郡士林街。
戰後士林街改制為士林鎮，隸屬於臺北縣，大字亦改制為里。1949年，士林鎮與北投鎮一併改隸屬新成立的草山管理局。1950年隨著草山改名為陽明山，草山管理局亦改名為陽明山管理局，士林鎮仍隸屬之。1968年7月臺北市改制為院轄市，士林鎮併入成為士林區。1990年3月，臺北市各區重劃，該地區仍屬於士林區。

## 交通
省道台2甲線經過七股地區中部，是本地區主要連外道路，往東北可前往金山，往西轉南可前往台北市區。